# زمزم
بئر زمزم أو زمزم، بئر ماءٍ في الحرم المكي بمدينة مكة المكرمة، تقع على بعد 21 مترًا شرقي الكعبة، لها تاريخ قديم، ويرجعه المؤرخون إلى 2000 قبل الميلاد كحد أقصى، من عهد النبي إبراهيم وابنه إسماعيل، يبلغ عُمقها 30 مترًا وتصبُّ فيها عدد من عيون الماء قديمة قِدم البئر نفسها، وبحسب الأحاديث الواردة في سيرة النبي محمد فإن ماءها مبارك، فيه شفاء للأسقام، وعلى ذلك فلها خصوصية بالغة عند المسلمين.
جاء ذكر ماء زمزم في عدّة أحاديث من سيرة النبي محمد تروي أن ماءها مبارك، نبع من الأرض بعدما نبشها المَلك جبريل بعقِبه «أو بجناحه» لنبي الله إسماعيل (صغيرًا) وأمه هاجر، وذلك حين نفد ما عندهما من ماء وزاد، فقد تركهما نبي الله إبراهيم بأمر من الله في ذلك الوادي القفر الذي لا زرع فيه ولا ماء، وجهدت هاجر وأتعبها البحث ساعية بين الصفا والمروة ناظرة في الأفق البعيد علها تجد مغيثًا يُغيثها، حتى كان مشيها بينهما سبع مرات، ثم رجعت إلى ابنها فسمعت صوتًا؛ فقالت: أسمع صوتك فأغثني إن كان عندك خير، فضرب جبريل الأرض؛ فظهر الماء، فحاضته أم إسماعيل برمل ترده خشية أن يفوتها، قبل أن تأتي بالوعاء؛ فشربت ودرت على ابنها. وقد روى البخاري هذه الواقعة مطولة جدًّا في صحيحه.

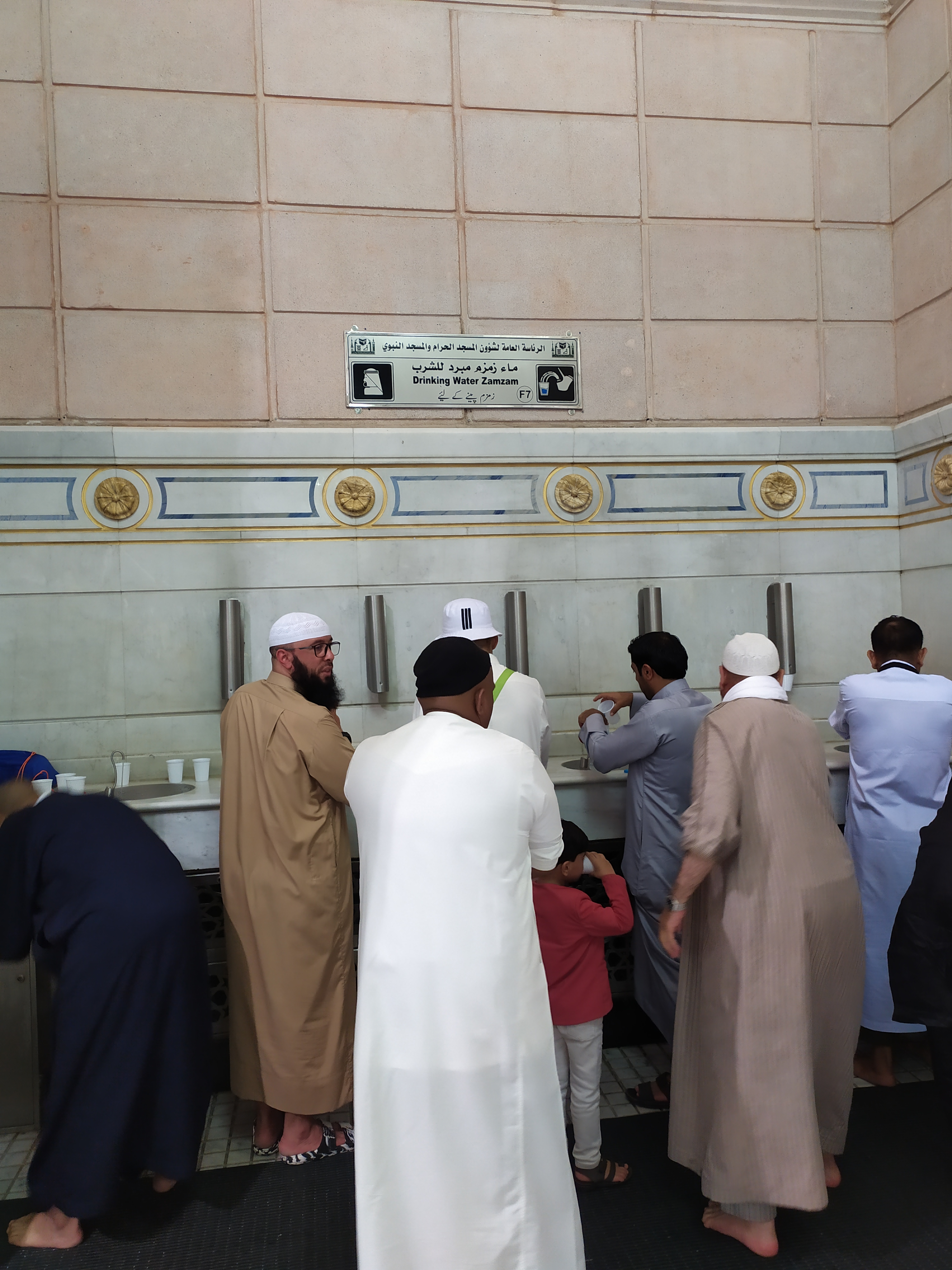
ماء زمزم مبرد للشرب في الحرم المكي الشريف

وتعتبر بئر زمزم من العناصر المهمة داخل المسجد الحرام، وهي أشهر بئر على وجه الأرض لمكانتها الروحية المتميزة وارتباطها في وجدان المسلمين عامة، والمؤدين لشعائر الحج والعمرة خاصة،  وقد أفادت الدراسات أن العيون المغذية للبئر تضخ ما بين 11 إلى 18.5 لتراً من الماء في الثانية.

## التاريخ
قصة البئر في الرواية الإسلامية كما وردت عن النبي محمد في صحيح البخاري، كتاب أحاديث الأنبياء. هي أنه لما قدم النبي إبراهيم إلى مكة مع زوجته هاجر وابنهما إسماعيل وأنزلهما موضعا قرب الكعبة التي لم تكن قائمة آنذاك ومن ثم تركهما وحدهما في ذلك المكان ولم يكن مع هاجر سوى قربة ماء صغيرة مصنوعة من الجلد سرعان ما نفدت وودعهما إبراهيم وغادر ولم يلتفت إلى هاجر رغم نداءاتها المتكررة لكنه أخبرها أنما فعله هو بأمر الله فرضيت وقرت ومضى إبراهيم حتى جاوزهم مسافة وأدرك أنهم لا يبصرونه دعا ربه بقوله:
﴿رَبَّنَا إِنِّي أَسْكَنْتُ مِنْ ذُرِّيَّتِي بِوَادٍ غَيْرِ ذِي زَرْعٍ عِنْدَ بَيْتِكَ الْمُحَرَّمِ رَبَّنَا لِيُقِيمُوا الصَّلَاةَ فَاجْعَلْ أَفْئِدَةً مِنَ النَّاسِ تَهْوِي إِلَيْهِمْ وَارْزُقْهُمْ مِنَ الثَّمَرَاتِ لَعَلَّهُمْ يَشْكُرُونَ ۝٣٧﴾، (سورة إبراهيم: آية 37).
بعدما نفد الماء استهل الطفل بالبكاء ولم تكن أمه تطيق رؤيته يبكي فصدت عنه كي لا تسمع بكائه، وذهبت تسير طلبا للماء فصعدت جبل الصفا ثم جبل المروة، ثم الصفا ثم المروة وفعلت ذلك سبع مرات تماما كما السعي الذي شرع من بعدها، فلما وصلت المروة في المرة الأخيرة سمعت صوتا فقالت أغث إن كان عندك خير، فقام صاحب الصوت وهو جبريل بضرب موضع البئر بعقب قدمه فانفجرت المياه من باطن الأرض وظلّت هاجر تحيط الرمال وتكومها لتحفظ الماء وكانت تقول وهي تحثو الرمال زم زم، زم زم، أي تجمع باللغة السريانية، وهو ما يعود إليه السبب في التسمية.
وقد روى ابن عباس عن نبي الله محمد:
| زمزم        | رحم الله أم إسماعيل لو تركت زمزم أو قال لو لم تغرف من الماء لكانت زمزم عينا معينا | زمزم |
| — حديث نبوي |                                                                                   |      |

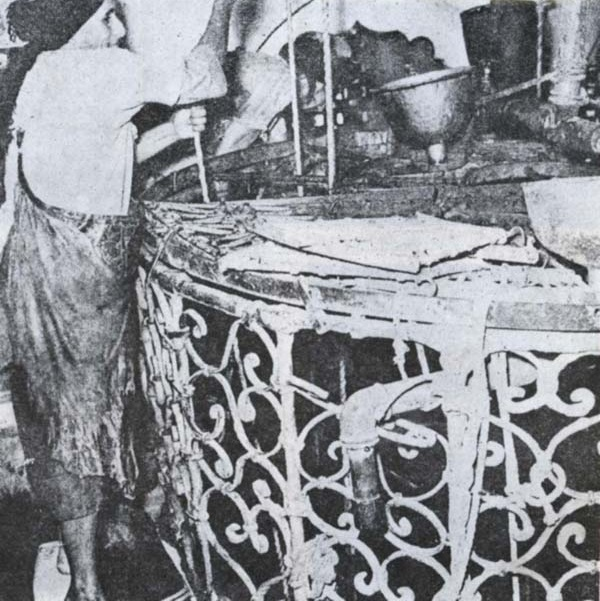
زمزم قديماً قبل استخدام المضخات الحديثة لتدفق المياه.

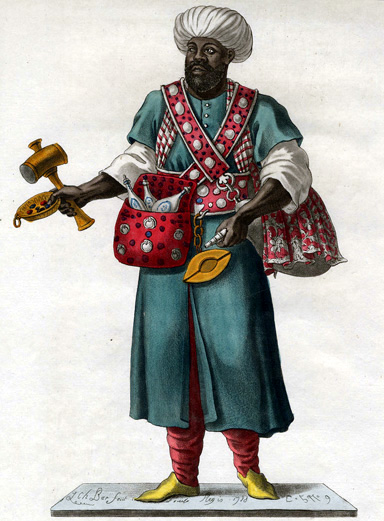
رسم يعود للقرن الثامن عشر الميلادي يوضح سقا (ساقي الماء) في مكة.

وقد اندثرت البئر ذات مرة في العصر الجاهلي ولم يعرف له مكان وقبل الإسلام حلم جد الرسول عبد المطلب آنذاك بمن يدله على مكان البئر ويطلب منه فتح البئر وقد استيقظ وركض مهرولا إلى جانب الكعبة وحفر في المكان الذي رآه في منامه حتى تحققت الرؤيا. حيث أنه قد رأى أن أحدهم قال له احفر طيبة، لأنها للطيبين والطيبات من ولد إبراهيم وإسماعيل، وقيل له: احفر برة. وقيل: احـفر المضنونة ضننت بها على الناس إلا عليك، ودل عليهـا بعلامات ثلاث: بنقـرة الغراب الأعصم، وأنها بين الفرث والدم، وعند قرية النمل. وروي أنه لما قام ليحفرها رأى ما رسم له من قرية النمل ونقـرة الغراب، ولم ير الفرث والـدم، فبينما هو كذلك ندت بقـرة لجازرها، فلم يدركها حتى دخلت المسجد الحرام، فنحرها في الموضع الذي رسم له، فسال هناك الفرث والدم، فحفرها عبد المطلب حيث رسم له. وقيل لعبد المطلب في صفتها أنها لا تنزف أبدًا، وهذا برهان عظيم لأنها لم تنزف من ذلك الحين إلى اليوم قط، وقد وقع فيها حبشي فنزحت من أجله، فوجدوا ماءها يثور من ثلاث أعـين أقواها وأكـثرها ماء عين من ناحية الحجر الأسود، رواه الدارقطني. وكانت بئر زمزم مقسمة لثلاث قبائل وهي هذيل وخزاعة وقريش وكان لهذيل ثلث زمزم ودلو ولخزاعة ثلث زمزم ودلو ولقريش ثلثين ودلو ولا يشاركهم احد من العرب فيها.

### سقاية زمزم
السقاية من الأمور التي كانت تتولاها قريش أثناء الحج من توفير المياه بالنسبة للحجاج الذين يأتون إلى مكة، إلى أن استلم عبد المطلب جد نبي الله محمد أمور السقاية.
يقول أيوب صبري في كتابه (مرآة جزيرة العرب): ولما تولى بنو العباس الخلافة حالت أعمال الملك دون قيامهم بأمر السقاية، فكانوا يعهدون إلى آل الزبير المتولين التوقيت في الحرم الشريف القيام بأعمال السقاية بالنيابة، ثم طلب الزبيريون من الخلفاء العباسيين ترك السقاية لهم، فتركوها لهم بموجب منشور. إلا أنه نظرا لكثرة الحجاج فقد اشترك معهم آخرون في العمل باسم الزمازمة. (انتهى)
لاحقاً عمل الأتراك العثمانيون على تثبيت آل الزبير في عمل السقاية، حيث أنهم لا زالوا يتكفلون برئاستها حتى الوقت الحاضر. وآل الزبير هؤلاء يعرفون اليوم بـ«بيت الريس».
وكانت توجد على زمزم قبة وغرف مستودعات ومستبرد لدوارق ماء زمزم، ولكن ذلك هدم عام 1383 هـ حين اضطر عمل التوسعة ذلك.

## أسماء زمزم
لبئر زمزم ومائها أسماء عديدة، فقد نقل ابن منظور في لسان العرب عن ابن بري اثني عشر اسمًا لزمزم، فقال: «زَمْزَمُ، مَكْتُومَةُ، مَضْنُونَةُ، شُباعَةُ، سُقْيا الرَّواءُ، رَكْضَةُ جبريل، هَزْمَةُ جبريل، شِفاء سُقْمٍ، طَعامُ طُعْمٍ، حَفيرة عبد المطلب».
وقال ياقوت الحموي في معجم البلدان: « ولها أسماء وهي: زمزم، وزَمَمُ، وزُمّزْمُ، وزُمازمُ، وركضة جبرائيل، وهزمة جبرائيل، وهزمة الملك، والهزمة، والركضة - بمعنى وهو المنخفض من الأرض، والغمزة بالعقب في الأرض يقال لها: هزمة - وهي سُقيا الله لإسماعيل عليه السلام، والشباعة، وشُبَاعةُ، وبرَة، ومضنونة، وتكتمُ، وشفاءُ سُقم، وطعامُ طعم، وشراب الأبرار، وطعام الأبرار، وطيبة».
وذكر الفاسي في فصل ذكر أسماء زمزم؛ أسماء أخرى كثيرة، ترجع إلى الصفات المتعلقة بماء زمزم أو بئرها.

## وصفها

### العمارة

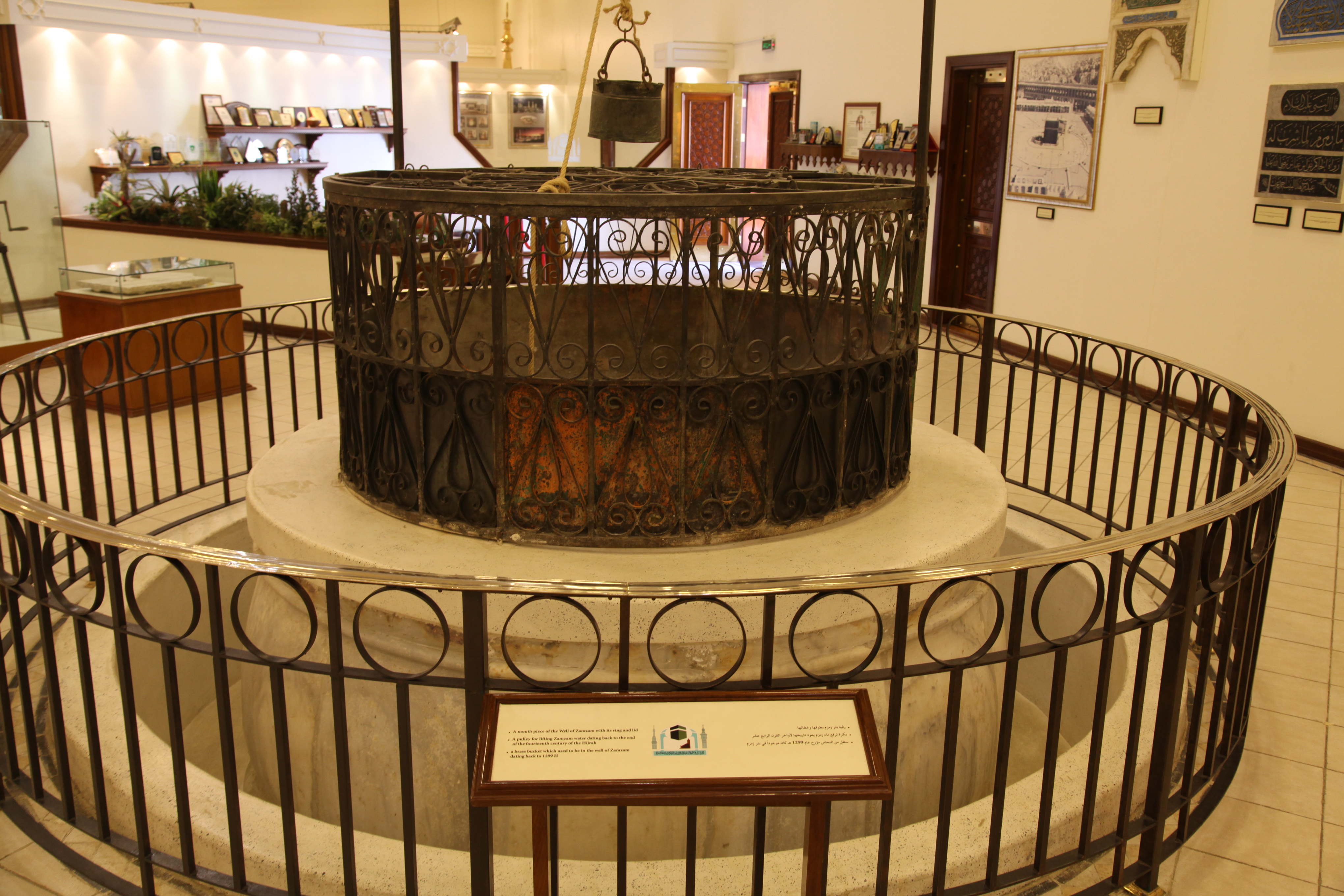
رقبة بئر زمزم بالطوق والغطاء، بالإضافة إلى بكرة لرفع الماء تعود لأواخر القرن الرابع عشر، كما يوجد دلو من النحاس مؤرخ عام 1299 هـ (1882)، كان موجوداً في بئر زمزم.

ظلت زمزم فترة طويلة عبارة عن حوضين الأول بينها وبين الركن يشرب منه الماء، والثاني من الخلف للوضوء، له سرب يذهب فيه الماء ولم يكن عليها شباك حينئذ، وكانت مجرد بئر محاطة بسور من الحجارة بسيط البناء، وظل الحال كذلك حتى عصر أبو جعفر المنصور الخليفة العباسي الذي يعد أول من شيد قبة فوق زمزم وكان ذلك سنة 145 هـ، كما يعتبر أبو جعفر أول من عمل الرخام على زمزم وعلى الشباك وفرش أرضها، ثم عملها أبو عبد الله المهدي في خلافته، حيث سقفت حجرة زمزم بالساج على يد عمر بن فرج، كما كُسِيت القبة الصغيرة بالفسيفساء وجددت عمارة زمزم، وأُقيم فوق حجرة الشراب قبة كبيرة من الساج بدلاً من القبة الصغيرة التي تعلو البئر، وكان ذلك في عهد الخليفة المهدي سنة 160 هـ، كما جددت بئر زمزم وكسيت بالرخام، وجددت قبتها في عهد الخليفة العباسي المعتصم سنة 220 هـ.

### موقعها

بئر زمزم في 2018

فتحة البئر تقع تحت سطح المطاف على عمق 1,56 متراً، خلف مقام إبراهيم إلى اليسار مقابلة للكعبة. وتنقسم البئر إلى قسمين، قسم مبني على عمق 12,80 متراً من فتحة البئر. والثاني جزء منقور في صخر الجبل بطول 17,20 متراً، أي أن عمق البئر 30 متراً من فتحة البئر إلى قعرها. أما العيون التي تغذي بئر زمزم فهي ثلاث عيون: عين حذاء الركن الأسود وعين حذاء جبل أبي قبيس والصفا وعين حذاء المروة، حسب التحديد القديم للبئر وهي متقاربة مع التحديد الحالي. وهذه العيون تقع في جدران البئر على عمق 13 متراً من فتحة البئر.

## التعبئة والتوزيع

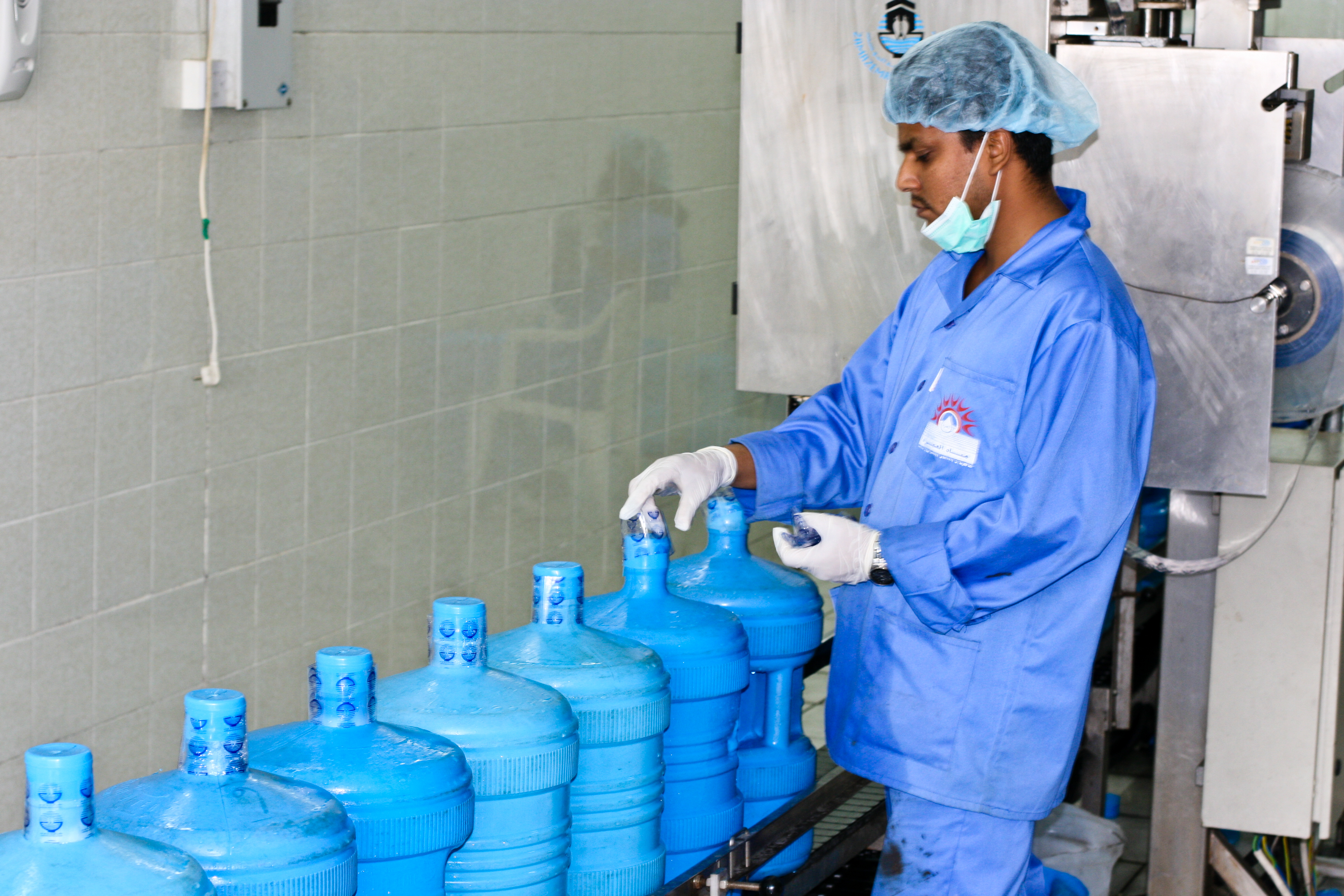
جانب من تجهيز عبوات ماء زمزم في عام 2009، قبل تدشين مشروع التعبئة الحالي.

في عام 2010 تم إطلاق مشروع لتعبئة وتنقية مياه زمزم آلياً بقيمة بلغت 700 مليون ريال سعودي، حيث أن مصنع التعبئة يقع على مسافة 4 كيلو ونصف الكيلو متر من المسجد الحرام ويتكون من عدة مبانٍ، تشمل مبنى ضواغط الهواء ومستودع عبوات المياه الخام ومبنى خطوط الإنتاج ومبنى مستودع العبوات المنتجة بطاقة تخزينية يومية تبلغ 200 ألف عبوة، بمساحة كلية للمصنع تبلغ 13405 أمتار مربعة، ويشمل مبنى المولدات الكهربائية الاحتياطية بطاقة 10 ميغاواط ويعمل بنظام سكادا، الذي يعمل على التحكم والمراقبة لكافة مراحل المشروع بداية من ضخ المياه من البئر إلى آخر مراحل التعبئة.

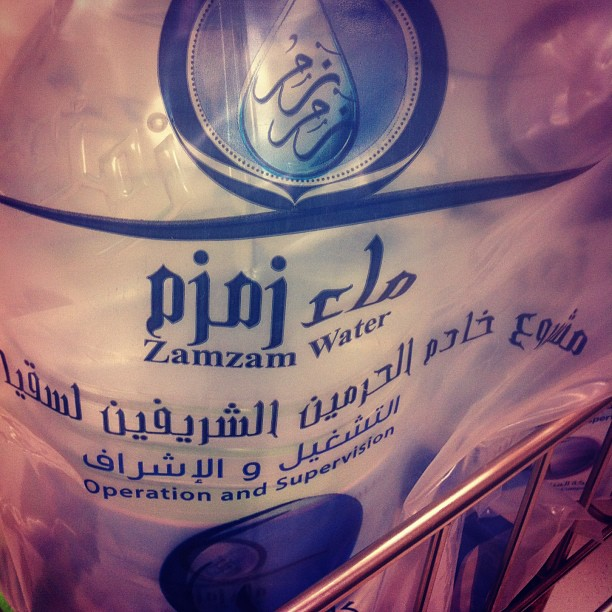
تغليف لعبوات معبأة بماء زمزم ضمن "مشروع خادم الحرمين الشريفين لسقيى زمزم" الذي دشن عام 2010.

كما يحتوي المشروع على مستودع آلي مركزي لتخزين وتوزيع العبوات المنتجة، مجهز بأنظمة تكييف وأنظمة إنذار وإطفاء الحريق، يمثل 15 مستوى لتخزين وتوزيع 1.5 مليون عبوة سعة 10 لترات، والمستودع يعمل بشكل آلي، وذلك عبر سيور ناقلة آلية تصل بين خطوط الإنتاج والجسر الناقل الذي يصل بدوره بين مصنع التعبئة والمستودع المركزي سعة 1.5 مليون عبوة، وتستخدم فيه أنظمة التخزين العالمية المعروفة باسم التخزين الآلي والاسترجاع الآلي (AS/RS) حيث تدخل العبوات المنقولة عبر الجسر الناقل إلى المستودع المركزي بواسطة رافعات رأسية حمولة كل منها 2000 كيلوغرام، وتخزن هذه العبوات في أماكن محددة يتم التحكم بها عن طريق برنامج تخزين، يتم من خلاله التخزين حسب تاريخ الإنتاج وخط الإنتاج، ويتيح هذا البرنامج تحديد أولويات التوزيع حسب تاريخ التخزين ونتائج الاختبارات الخاصة بالمياه المنتجة التي تتم بمختبر المحطة.
بعد انتهاء المرحلة الخاصة بالإنتاج والتخزين تبدأ مرحلة نقل العبوات المخزنة من مبنى المستودع إلى نظام التوزيع الذاتي عن طريق الرافعات الرأسية لتوضع على سيور ناقلة تنقلها إلى 42 نقطة توزيع آلية، حيث توزع هذه العبوات على المستفيدين باستخدام قطع معدنية خاصة، كل منها مخصص للحصول على عبوة واحدة فقط، ويمكن الحصول على هذه القطع من منافذ التوزيع المنتشرة داخل منطقة المشروع ليقوم المستهلك بوضع القطعة داخل ماكينة التوزيع فيحصل آليا على العبوة، حيث تبلغ قيمة العبوة سعة 10 لترات خمسة ريالات سعودية.
كما يتم نقل مياه زمزم إلى خزانات زمزم بالمسجد النبوي في المدينة المنورة عن طريق صهاريج مجهزة بمواصفات خاصة لحماية المياه من أي مؤثرات، بمعدل 120 طناً يومياً ويرتفع في المواسم إلى 250 طناً
ويقدم ماء زمزم في حافظات معقمة ومبردة تصل إلى 7000 حافظة مياه توزع داخل المسجد النبوي وسطحه وساحاته إضافة إلى نوافير الشرب الموزعة في المسجد النبوي والمرافق المحيطة به.

## الخواص الكيميائية
تم عمل أحد الأبحاث لمقارنة التركيب الكيميائي بين ماء زمزم وبين مصدر مياه آخر صالح للشرب، فوجد أن هنالك تبايناً ملحوظاً في خصائصهما الكيميائية المختلفة، إضافة إلى درجة الحموضة (pH) التي ظهرت بنتيجة 8، بينما كانت في المياه العادية بنتيجة 7,2.
| تركيز المعادن حسب باحثين في جامعة الملك سعود | تركيز المعادن حسب باحثين في جامعة الملك سعود | تركيز المعادن حسب باحثين في جامعة الملك سعود |
| المعدن                                       | التركيز (مليجرام / لتر)                      | التركيز (مليجرام / لتر)                      |
| المعدن                                       | ماء زمزم                                     | ماء صنبور عادي                               |
| -------------------------------------------- | -------------------------------------------- | -------------------------------------------- |
| الصوديوم                                     | 133                                          | 37.8                                         |
| الكالسيوم                                    | 96                                           | 75.2                                         |
| المغنسيوم                                    | 38.88                                        | 6.8                                          |
| البوتاسيوم                                   | 43.3                                         | 2.7                                          |
| البيكربونات                                  | 195.4                                        | 70.2                                         |
| الكلوريد                                     | 163.3                                        | 73.3                                         |
| الفلوريد                                     | 0.72                                         | 0.28                                         |
| النترات                                      | 124.8                                        | 2.6                                          |
| الكبريتات                                    | 124.0                                        | 107                                          |
| مجموع المواد القلوية الذائبة                 | 835                                          | 350                                          |

## أول تسجيل تلفزيوني
من ضمن الأعمال التي أُقيمت من أجل حماية البئر، ومعرفة منابع البئر، وتنظيفه، ومعرفة ما يحتاج إليه من صيانةٍ، وقد تمت أول محاولة للتصوير، ولكنها باءت بالفشل، مما أستدعى الاستعانة بذوي الاختصاص؛ وبالفعل تمت الاستعارة من شركة ردك كاميرات تلفزيونية مختصة بتصوير مواسير المياه والمجاري الداخلية، وكانت أجهزة التصوير داخل سيارة مجهزة، حيث يمتد منها كابل يبلغ طوله 50م، وبنهايته كاميرا تلفزيونية تنقل الصورة من داخل المياه إلى داخل أجهزة الاستقبال الموجودة بالسيارة.

## تقارير عن تلوث مياه زمزم
في مايو 2011 أجرت بي بي سي تحقيقاً سرياً عن بيع محال تجارية في لندن مياهاً على أنها من بئر زمزم ملوثة بالبكتيريا والزرنيخ. بعدها تم فحص عينات أخرى استحضرت من بئر زمزم في مكة وثبت تلوثها بالزرنيخ. أثار هذا الخبر ردود أفعال واسعة ونفي المملكة العربية السعودية ما أسمته بالمزاعم حول تلوث مياه زمزم مفسرة الأمر بأنه حادث عرضي ناجم عن عملية انتقال العبوات وتقسيمها بين الحجاج أنفسهم داعية الخبراء لزيارة مصنع خادم الحرمين الشريفين لتعبئة مياه زمزم، والوقوف عيانا ومخبرياً على طرق تعبئته ونسب المعادن والأملاح فيه.

## فضائل ماء زمزم

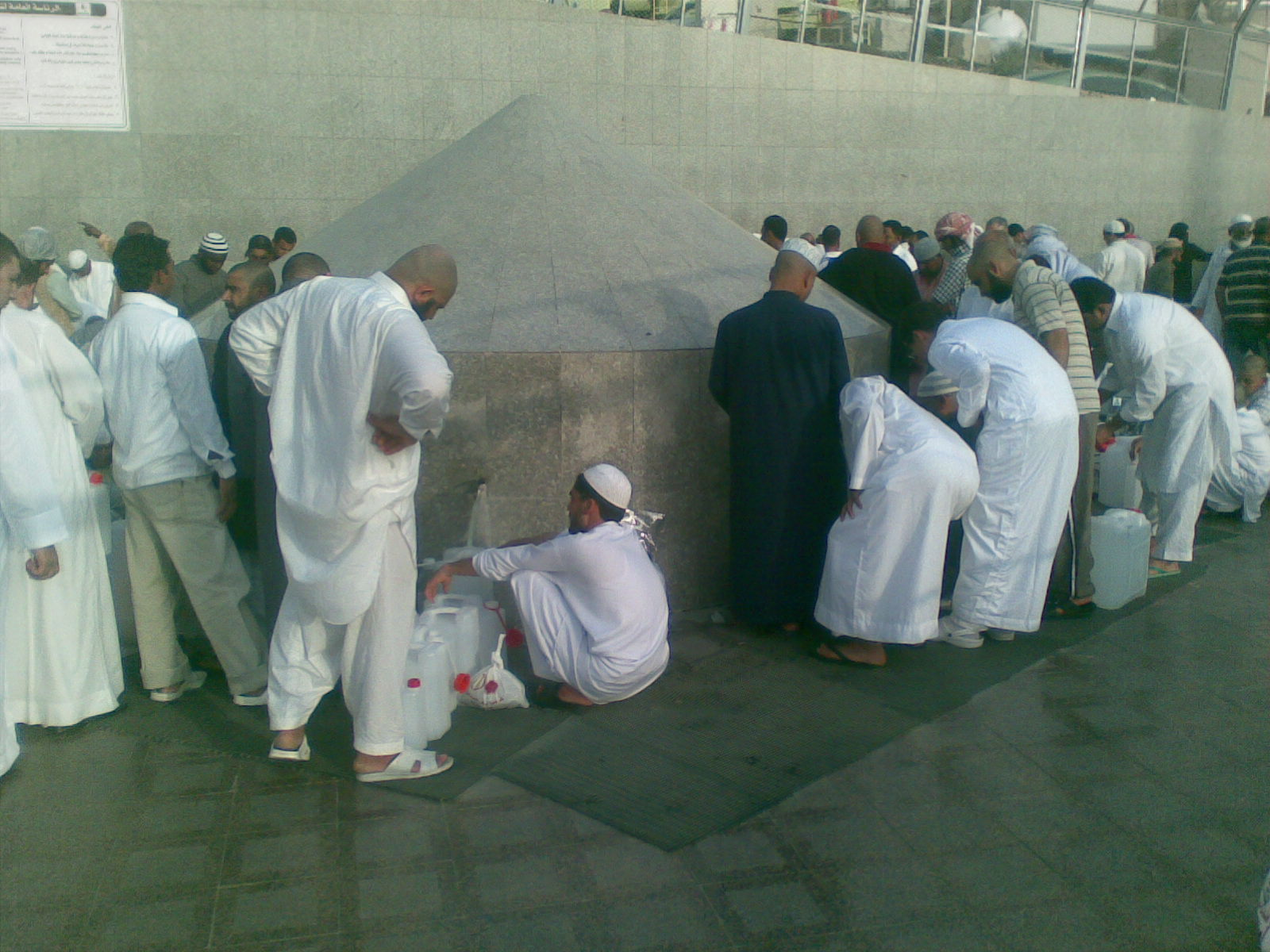
بئر زمزم

لماء زمزم مكانة وفضائل كثيرة عند المسلمين، منها:
أنه أولى الثمرات التي أعطاها الله لخليله النبي إبراهيم عندما رفع يديه وقال: ﴿رَبَّنَا إِنِّي أَسْكَنْتُ مِنْ ذُرِّيَّتِي بِوَادٍ غَيْرِ ذِي زَرْعٍ عِنْدَ بَيْتِكَ الْمُحَرَّمِ رَبَّنَا لِيُقِيمُوا الصَّلَاةَ فَاجْعَلْ أَفْئِدَةً مِنَ النَّاسِ تَهْوِي إِلَيْهِمْ وَارْزُقْهُمْ مِنَ الثَّمَرَاتِ لَعَلَّهُمْ يَشْكُرُونَ ۝٣٧﴾،(سورة إبراهيم: آية 37). وأن ماء زمزم من الآيات البينات في حرم الله، قال بحرق: «ومن الآيات البينات في حرم الله: الحجر الأسود والحطيم وانفجار ماء زمزم بعقب جبريل عليه السلام وأن شربه شفاء للسقام وغذاء للأجسام بحيث يغني عن الماء والطعام».

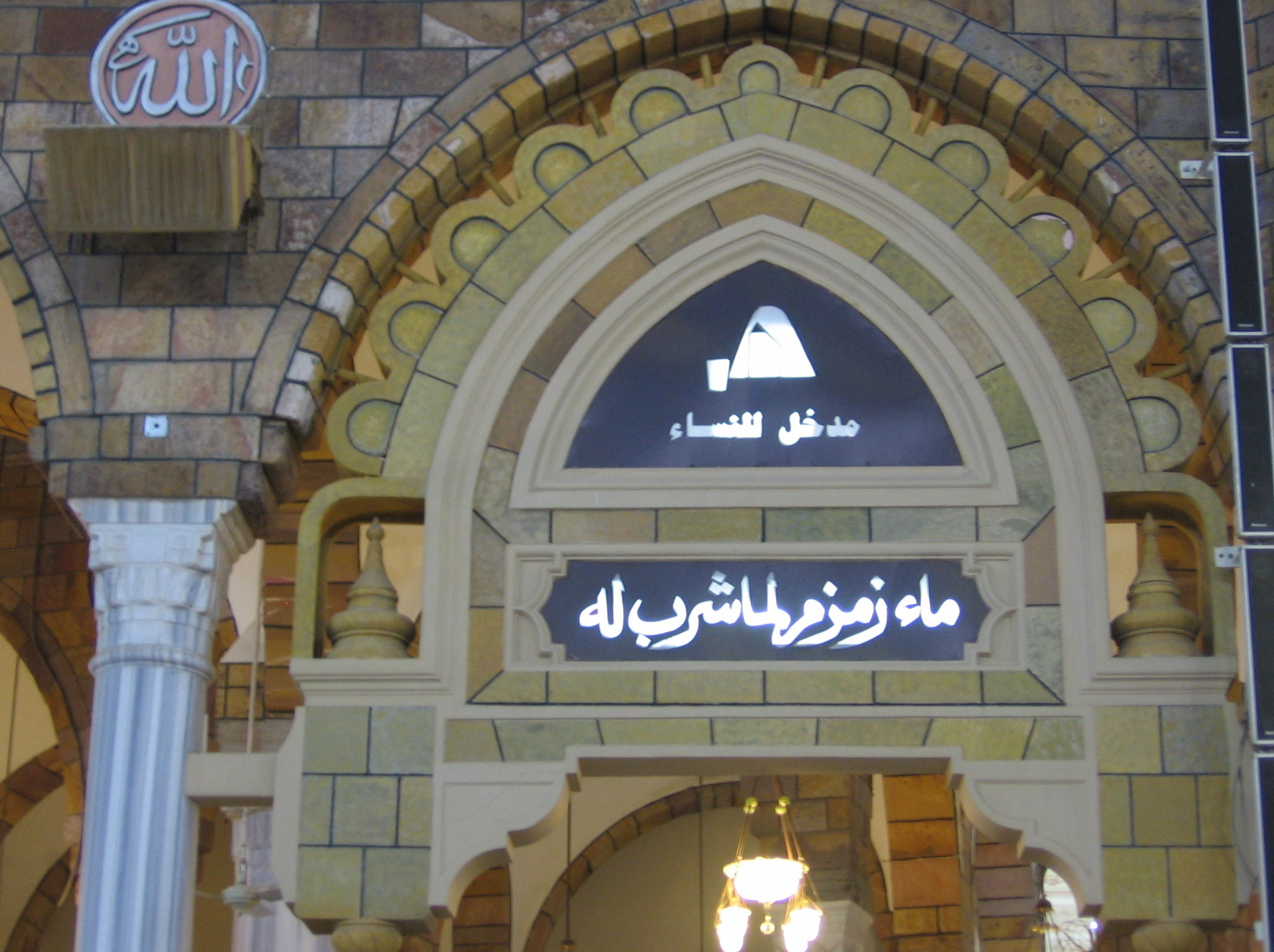
مدخل خاص بالنساء كتب عليه عبارة «ماء زمزم لما شرب له».

كما أنه يعد من أعظم النعم والمنافع المشهودة التي ذكرت في القرآن: ﴿ليشهدوا منافع لهم﴾، (سورة الحج: آية 28). ومن الفضائل لماء زمزم خاصية الاستشفاء به، كما جاء في الحديث النبوي «إِنَّهَا مُبَارَكَةٌ إِنَّهَا طَعَامُ طُعْمٍ» وزاد غير مسلم «وَشِفَاءُ سُقْمٍ»، قال الثعالبي في ثمار القلوب: «فكم من مبتلى قد عوفي بالمقام عليه والشرب منه والاغتسال به بعد أن لم يدع في الأرض ينبوعا إلاّ أتاه واستنفع فيه».
ثبت أن رسول الله محمد شرب ماء زمزم وهو قائم، فقد روى البخاري عن العباس بن عبد المطلب، أنه قال: «سقيت رسول الله من زمزم وهو قائم»، كما ورد عنه أن ماء زمزم لما شرب له، وقد نص علماء المسلمين على أن الدعاء بعد الفراغ من شربه مما ترجى إجابته. روى أحمد والحاكم والدارقطني عن ابن عباس، وأحمد عن جابر عن رسول الله محمد، أنه قال:
| زمزم        | ماء زمزم لما شرب له | زمزم |
| — حديث نبوي |                     |      |

ولم يثبت عن نبي الله محمد أنه قال دعاءاً مخصوصاً عند شربه ماء زمزم، لكن روى الدارقطني عن ابن عباس أنه كان إذا شرب ماء زمزم قال: «اللهم إني أسألك علماً نافعاً، ورزقاً واسعاً، وشفاءً من كل داء»، فأولى لمن شرب ماء زمزم أن يشربه بنية صالحةٍ، ثم يدعو الله بعد فراغه.

## من المؤلفات فيه

### المؤلفات المطبوعة
- جزء فيه جواب عن حال الحديث المشهور (ماء زمزم لما شرب له)، للحافظ ابن حجر العسقلاني.(1)
- الجوهر المنظم في فضائل ماء زمزم، لأحمد بن آق شمس الدين المكي.(2)
- الإعلام الملتزم بفضائل زمزم، لأحمد بن علي الغزي الأزهري.(3)
- إزالة الدهش والوله عن المتحير في صحة حديث (ماء زمزم لما شرب له)، لمحمد إدريس القادري.(4)
- زمزم طعام طعم وشفاء سقم، ليحيى كوشك.(5)
- فضل ماء زمزم، لمؤلفه سائد بكداش.(6)
- زمزم والزمازمة، لفيصل زمزمي.[30]

### المؤلفات المخطوطة
- التزام ما لا يلزم فيما ورد في ما زمزم، لمحمد بن علي بن طولون.(7)
- نشر الأنفاس في فضائل زمزم وسقاية العباس، لخليفة بن أبي الفرج الزمزمي المكي.(8)
- جزء في حديث (ماء زمزم لما شرب له) للحافظ شرف الدين الدمياطي،(9)
- تفضيل زمزم على كل ماء قليل زمزم، للإمام زين الدين العراقي(10)
- الجواهر المكنونة في فضائل المضنونة، لجمال الدين بن ظهيرة.(11)
- النهج الأقوم في الكلام على حديث (ماء زمزم)، للإمام ابن علان محمد الصديقي المكي. (12)
- درر القلائد فيما يتعلق بزمزم السقاية من الفوائد، للإمام ابن علان محمد الصديقي المكي.(12)

## هوامش وملاحظات
| - 1 الحافظ ابن حجر العسقلاني المتوفى سنة 852 هـ. - 2 المدرس الحنفي، المتوفى سنة 1165 هـ، طبع في مصر، مطبعة السعادة سنة 1332 هـ. - 3 المحدث المتوفى سنة 1179 هـ، رسالة (7) صفحات بمطبعة الترقي الماجدية العثمانية بمكة المكرمة سنة 1131 هـ. - 4 السيد محمد إدريس القادري الحسني الفاسي المتوفى سنة 1350 هـ، طبع مصر المطبعة الجمالية 1330 هـ. - 5 طبع الكتاب سنة 1403 هـ بمطبعة دار العلم بجدة. والكتاب ذو قيمة علمية عن زمزم من الناحية الجيولوجية والكيميائية وغيرها وفيه بحث حول تنظيف بئر زمزم عام 1400 هـ مع صور كثيرة. | - 6 طبع دار الثقافة للطباعة بمكة المكرمة، نشر المكتبة المكية 1413 هـ. والكتاب اعتنى به مؤلفه، فجمع فيه خلاصة ما كتبه من قبله في هذا الموضوع. - 7 المتوفى سنة 953 هـ، (5 ق) بخط المؤلف. - 8 المتوفى نيف وستين وألف، (44 ق). - 9 الحافظ شرف الدين عبد المؤمن بن خلف الدمياطي توفي سنة 705 هـ. - 10 الإمام زين الدين عبد الرحيم العراقي المتوفى سنة 806 هـ. - 11 جمال الدين محمد بن عبد الله بن ظهيرة توفي سنة 817 هـ. - 12 الإمام ابن علان محمد بن علي بن محمد الصديقي المكي، المتوفى سنة 1057 هـ. |